# Арчулета
Окръг Арчулета (на английски: Archuleta County) е окръг в щата Колорадо, Съединени американски щати. Площта му е 3509 km², а населението - 13 315 души (2017). Административен център е град Погоуза Спрингс.